# 鈴木保
鈴木保（日语：鈴木 保，1947年4月29日—），日本足球運動員，日本國家女子足球隊教练（1989年-1995年，1999年）。

## 教练生涯
鈴木保经率领日本國家女子足球隊参加1991年國際足協女子世界盃，1995年國際足協女子世界盃，1996年夏季奥林匹克运动会足球比赛。